# Abbaye de Ląd
Pour les articles homonymes, voir Lad.
L’abbaye de Ląd est une ancienne abbaye fondée par les Cisterciens en 1145 en Grande-Pologne, à environ un kilomètre au sud du village actuel de Ląd, au bord de la rivière Warta. Elle est l'une des sept abbaye-filles de l'abbaye d'Altenberg. Les bâtiments principaux actuels datent du XVIIe siècle et du XVIIIe siècle (architectes: Tomasz Poncino, Jerzy Catenazzi, Jan Koński, Jozef Szymon Bellotti et Pompeo Ferrari). En 1796, la plupart des propriétés de l'abbaye sont confisquées par le royaume de Prusse, et en 1819 l'abbaye est dissoute. Depuis 1921, l'abbaye est entretenue et occupée par les Salésiens. Le 1er juillet 2009, l'abbaye est inscrite aux monuments historiques de Pologne.

## Histoire
Salon la tradition, l'abbaye cistercienne de Ląd a été établi en 1145, dans un premier temps comme une dépendance de l'abbaye de Łekno, puis devient indépendante aux environs de 1175. De 1193 et jusqu'au XVIe siècle, grâce notamment à l'accord du prince Mieszko III le Vieux, les moines ont continué d'être recruté depuis l'abbaye d'Altenberg.
Aux environs de 1300, l'abbaye de Ląd possédait environ 30 villages. L'archevêque de Gniezno Jarosław de Bogoria et Skotnik a passé les dernières années de sa vie dans l'abbaye. En 1331, les chevaliers teutoniques détruisent l'abbaye, peut-être en représailles du soutien de l'abbaye à la Pologne dans le conflit qui l'opposait à l'Ordre.
En 1500, l'abbaye possédait environ 50 villages dont 3 villes, incluant celle de Zagórów. En 1511, la Diète de Pologne autorise les moines polonais à entrer dans l'abbaye, et en 1538, il est exigé que l'abbé provienne d'une famille noble polonaise. Après l'élection de Jan Wysocki (pl) en tant qu'abbé, les cisterciens allemands quittent l'abbaye de Ląd pour celle de Henryków en Basse-Silésie. En 1651, l'abbé Jan Zapolski (pl) initie une reconstruction de l'église abbatiale dans un style baroque, qui est celle qui nous est restée de nos jours. L'abbaye prospère entre 1697 et 1750 grâce à l'abbé Antoni Mikołaj Łukomski (pl), philosophe et mécène de l'art. Cependant, l'abbaye commence à décliner dans la seconde moitié du XVIIIe siècle : beaucoup de biens sont vendus, et en 1796, l'abbaye voit la plupart de ses terres confisquées par le gouvernement prussien. Les nouvelles frontières après 1815 voient l'abbaye passer sous domination des russes, qui la dissolvent en 1819. Les derniers moines restent dans l'abbaye jusqu'en 1848.
En 1822, l'abbaye est achetée par le comte Wacław Gutakowski (pl), qui fait passer l'abbaye aux mains des capucins et qui conduit la restauration et l'ameublement de l'église et du cloître. Le cloître capucin est fermé en représailles par le tsar en 1864 à la suite de l'insurrection de Janvier.
Depuis 1921, l'abbaye de Ląd est exploitée et maintenue par les Salésiens, abritant aussi un séminaire de cet ordre. Pendant l'occupation de la seconde Guerre mondiale, les moines sont obligés d'évacuer l'abbaye et l'église est fermée. Entre 1939 et 1941, l'abbaye est utilisée comme prison et camp de transit pour les prêtres arrêtés, notamment ceux venant du diocèse de Włocławek. Après la fermeture de la prison, l'abbaye a servi pendant un moment comme camp des jeunesses hitlériennes.
Après la guerre, les Salésiens reviennent et rouvrent le séminaire. En 1952, le gouvernement communiste ordonne la fermeture du petit séminaire, et abrite depuis un grand séminaire.
En 1972, un vaste programme de rénovation et de reconstruction de l'abbaye est lancé. En 2009, l'abbaye de Ląd est inscrite aux monuments historiques de Pologne.

## L'abbaye

### L'église
Il ne reste aucun fragment de nos jours de l'ancienne église romane, mais on suppose que la partie orientale de cette église consistait en un édifice rectangulaire avec un transept, auquel on a ajouté au XIIIe siècle un corps en briques, formant un édifice d'une taille semblable à celui d'aujourd'hui.
En 1651, la partie orientale de l'église est détruite afin de construire un nouvel édifice de style baroque. Les travaux de finition se poursuivaient encore en 1714 au niveau du presbytère, puis des deux clochers, couverts en 1720. Le maître-autel de l'église remonte à 1721.

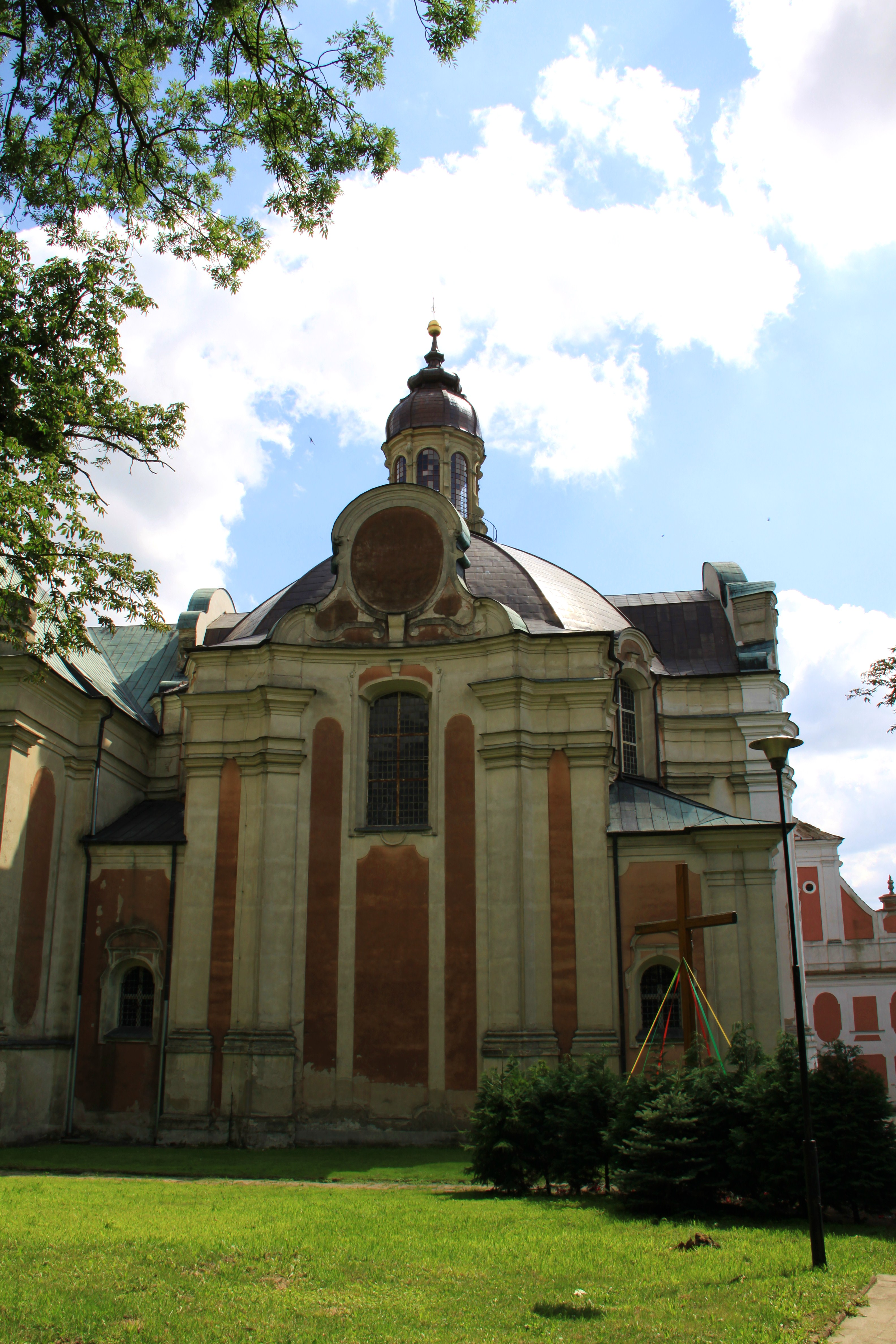
L'église, vue de l'extérieur.
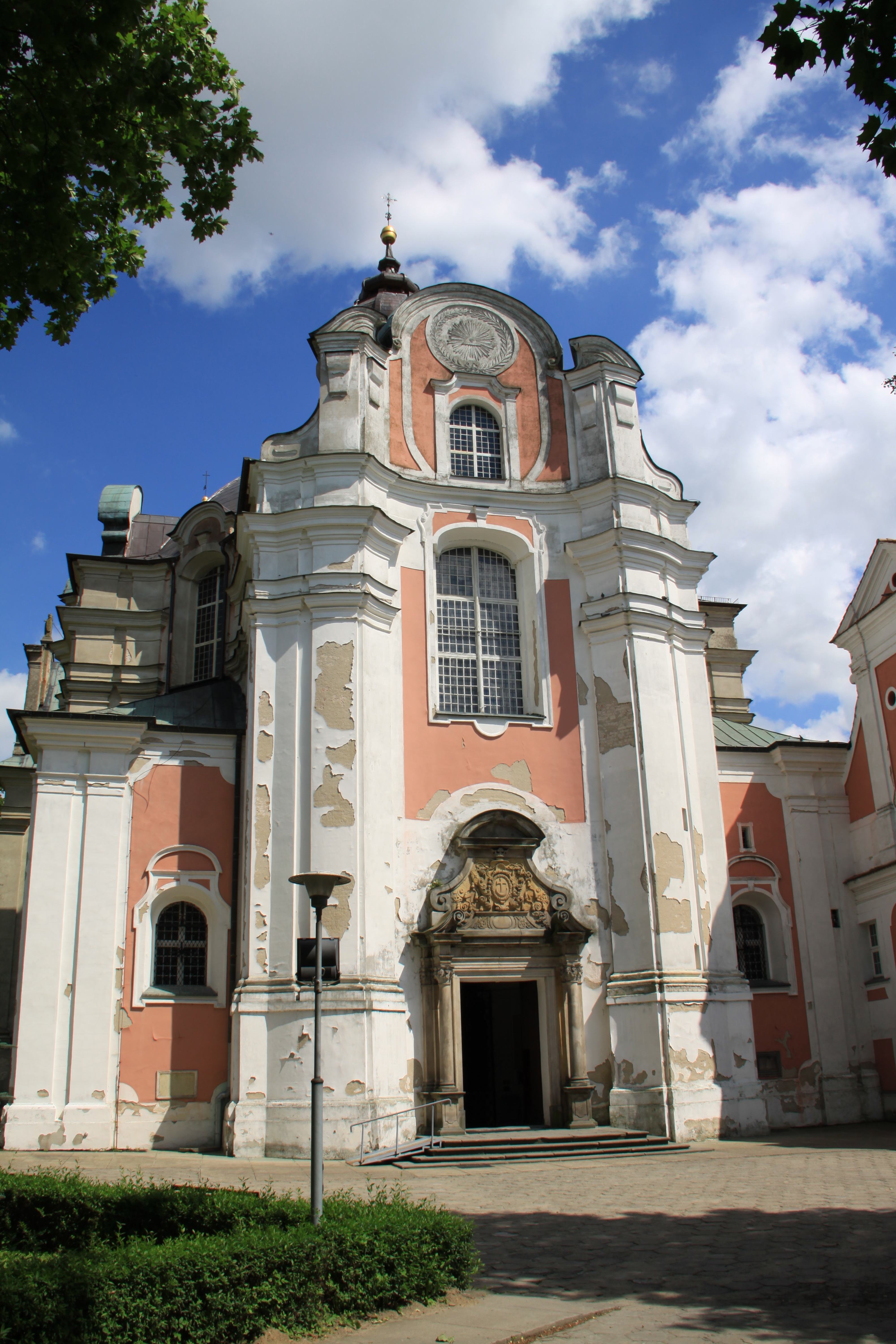
L'entrée de l'église.
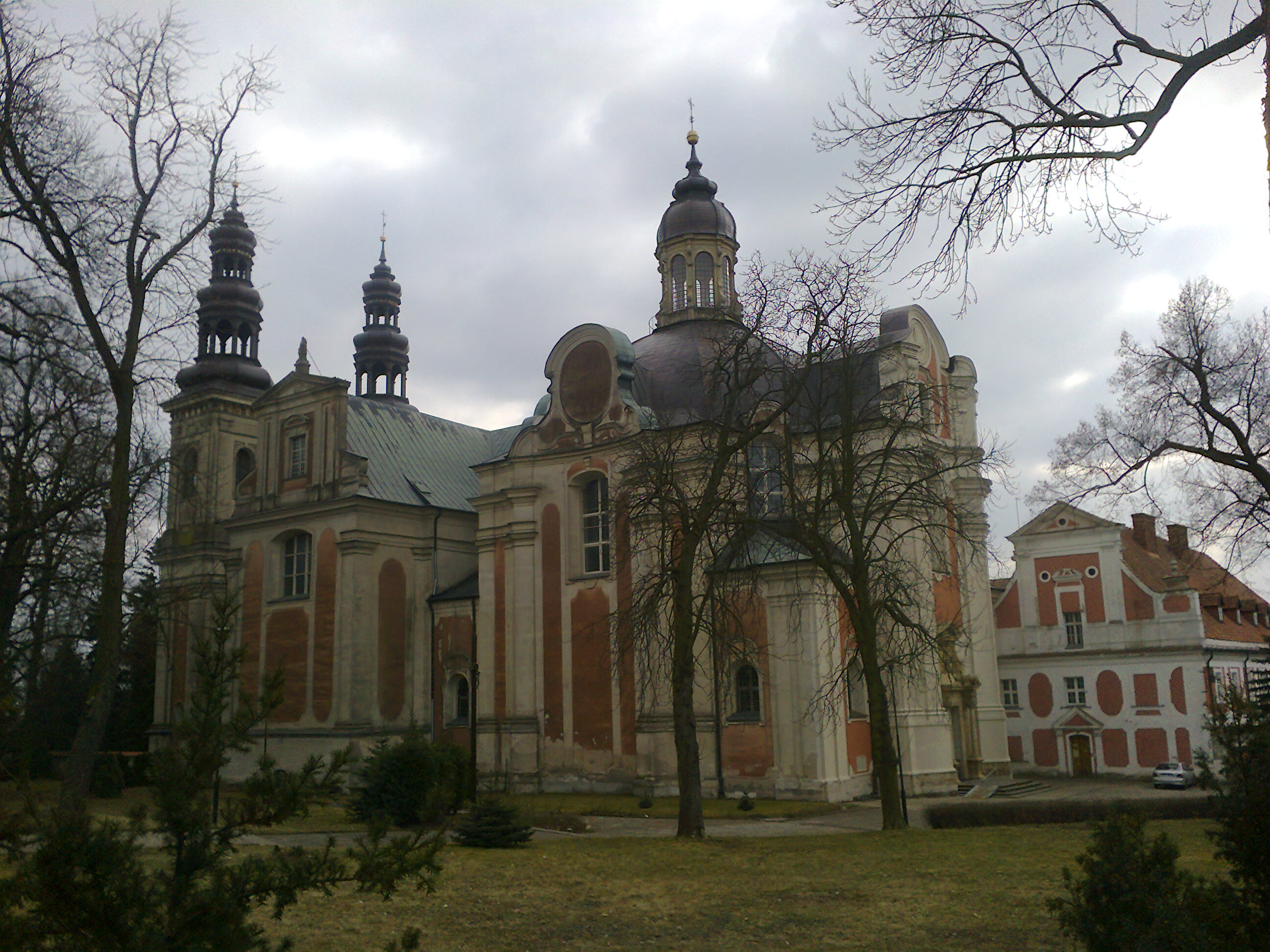
Vue générale de l'église.
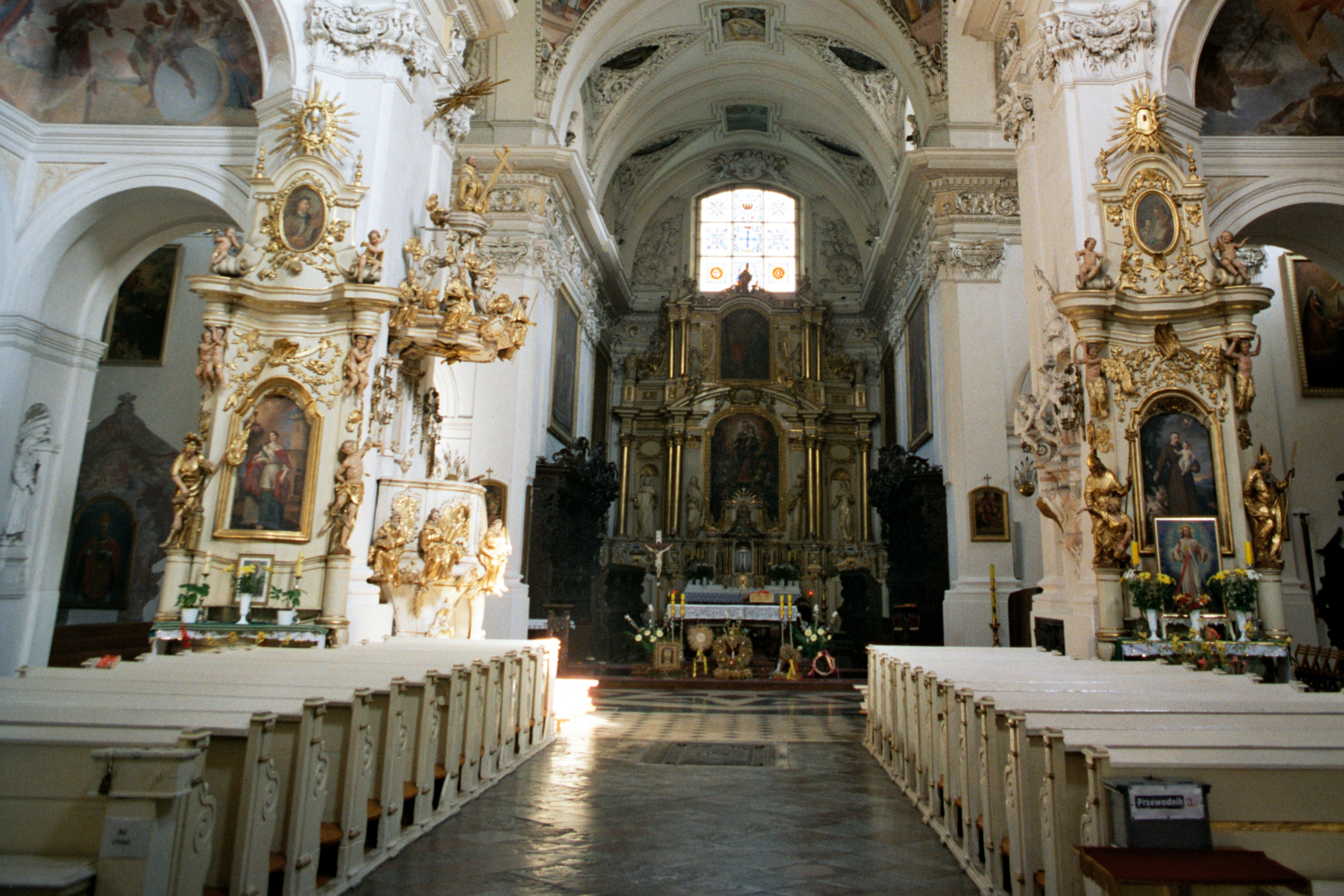
La nef et l'autel.
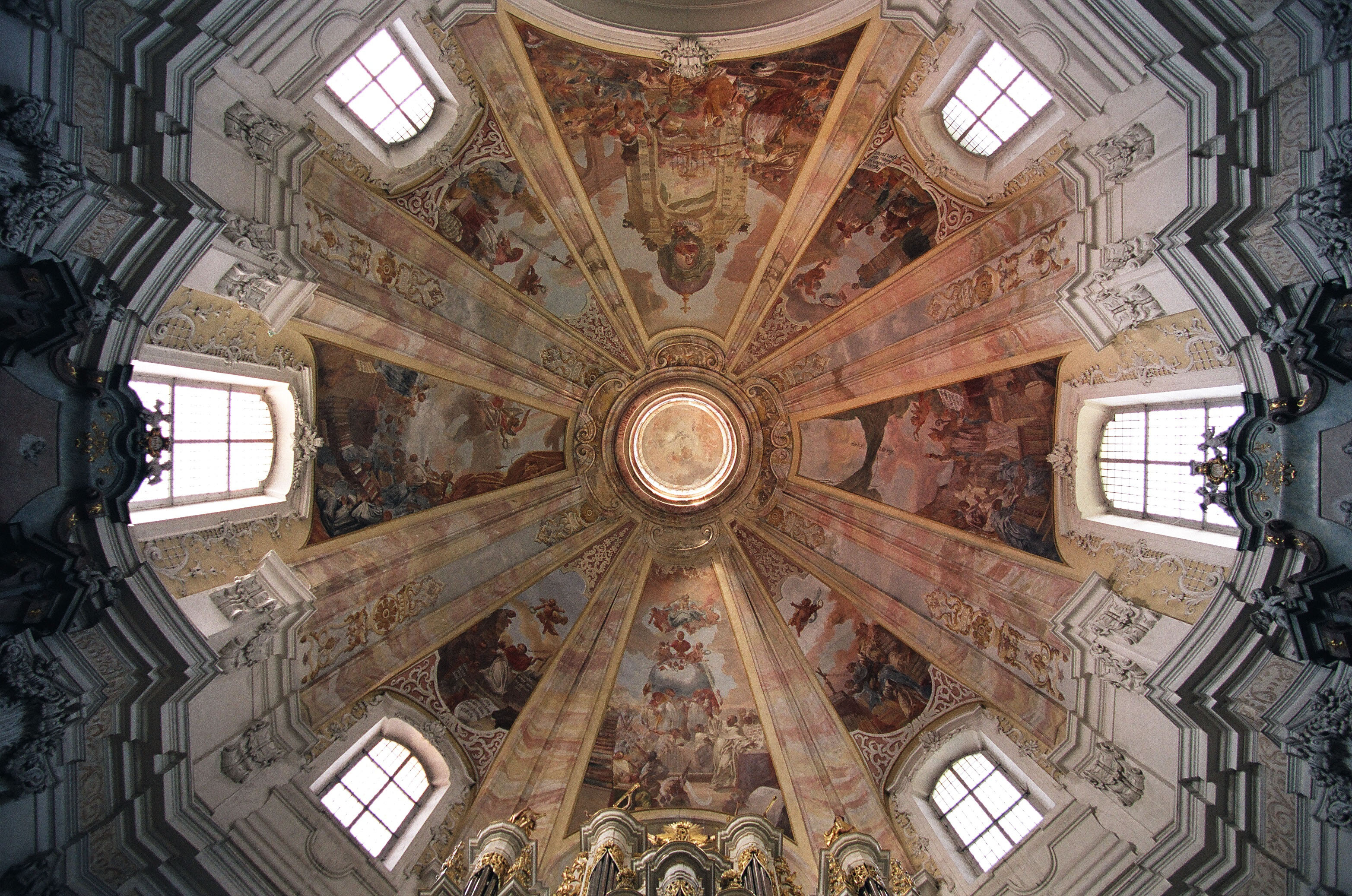
La coupole peinte.
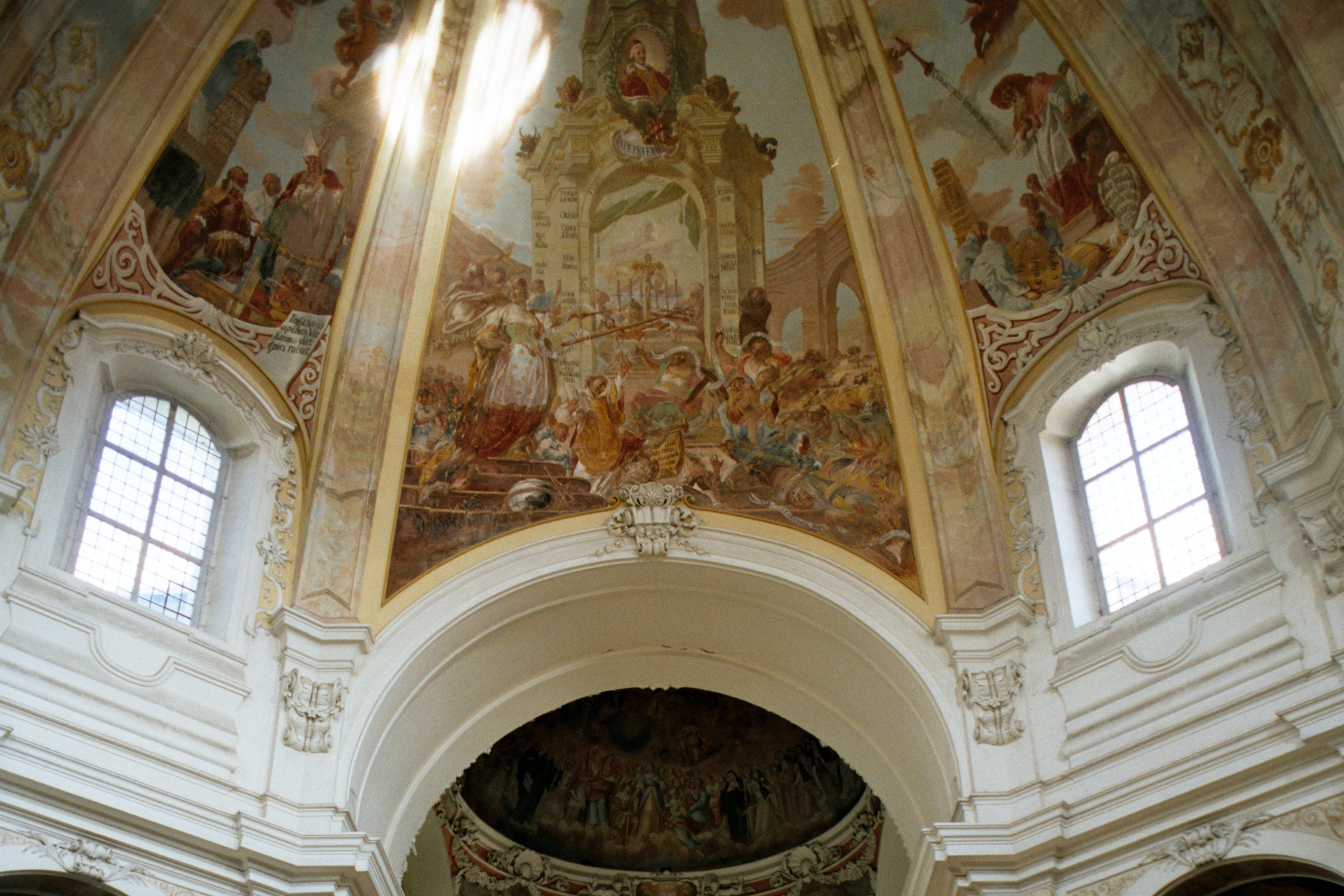
Détail de la coupole.
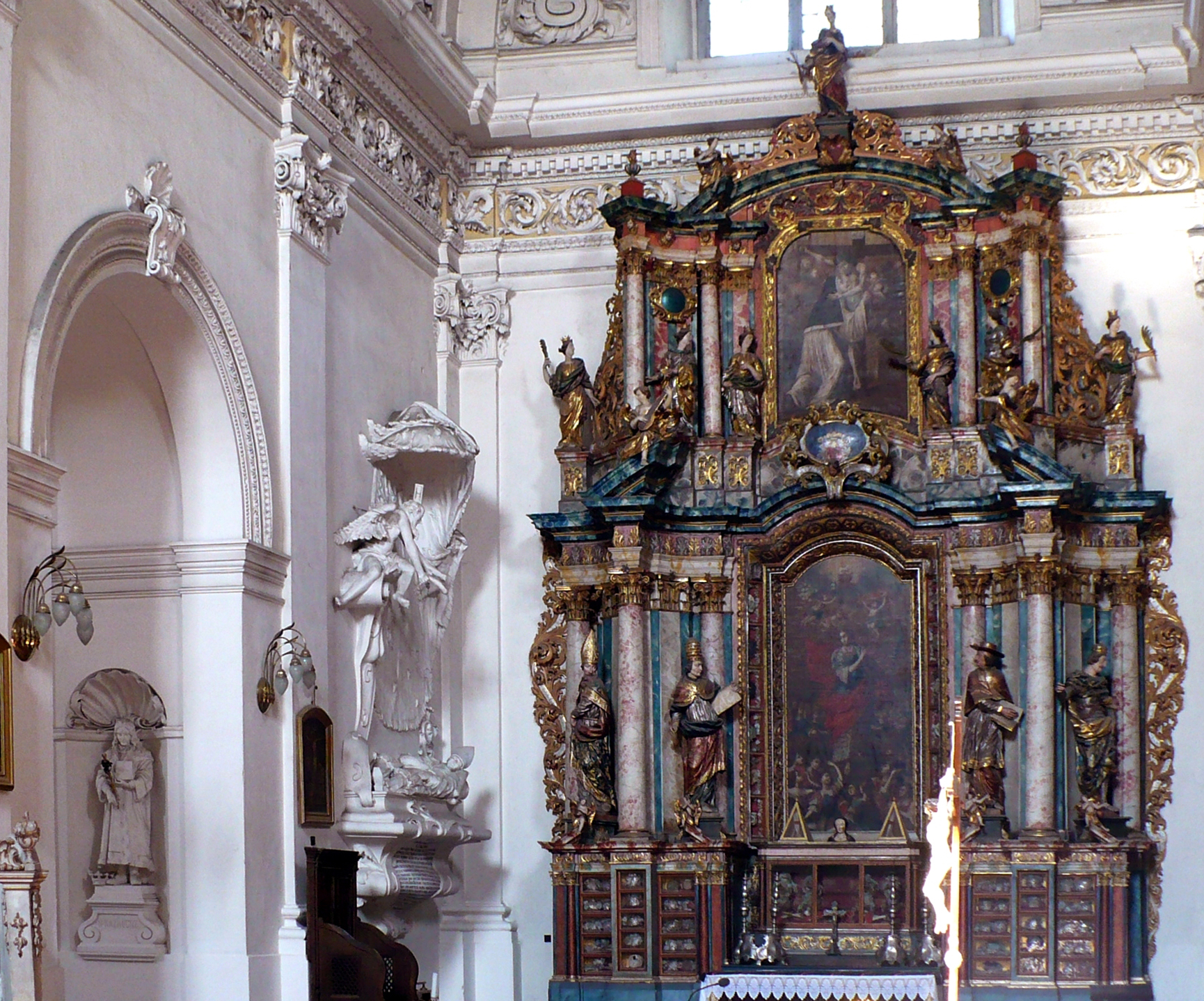
L'autel sainte Ursule.

### Les bâtiments abbatiaux
Au Moyen Âge, les bâtiments de l'abbaye sont construits en briques et dans un style gothique, et ont été probablement érigés sur le site d'anciens bâtiments en bois. En 1350, l'abbaye est agrandie et l'intérieur entièrement reconstruit, comprenant le cloître actuel, la salle capitulaire avec son plafond voûté, et l'oratoire saint Jacques décoré en polychromie. Ces peintures ont été réalisées aux environs de 1370.
Aux environs de 1720, les façades et l'intérieur de l'abbaye ont été transformées en style baroque.

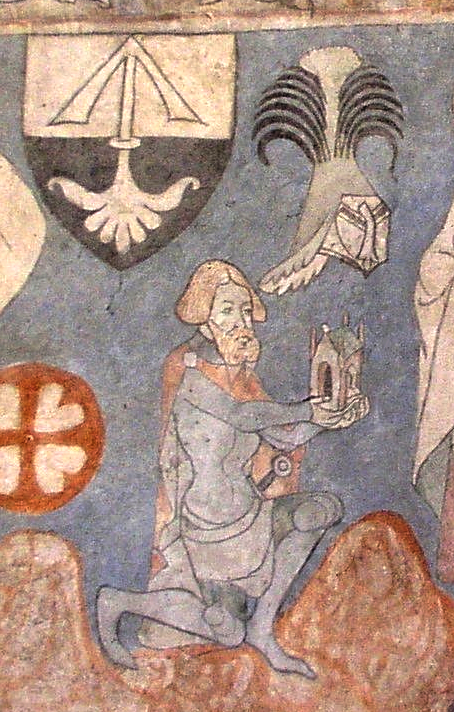
Les peintures de l'oratoire.
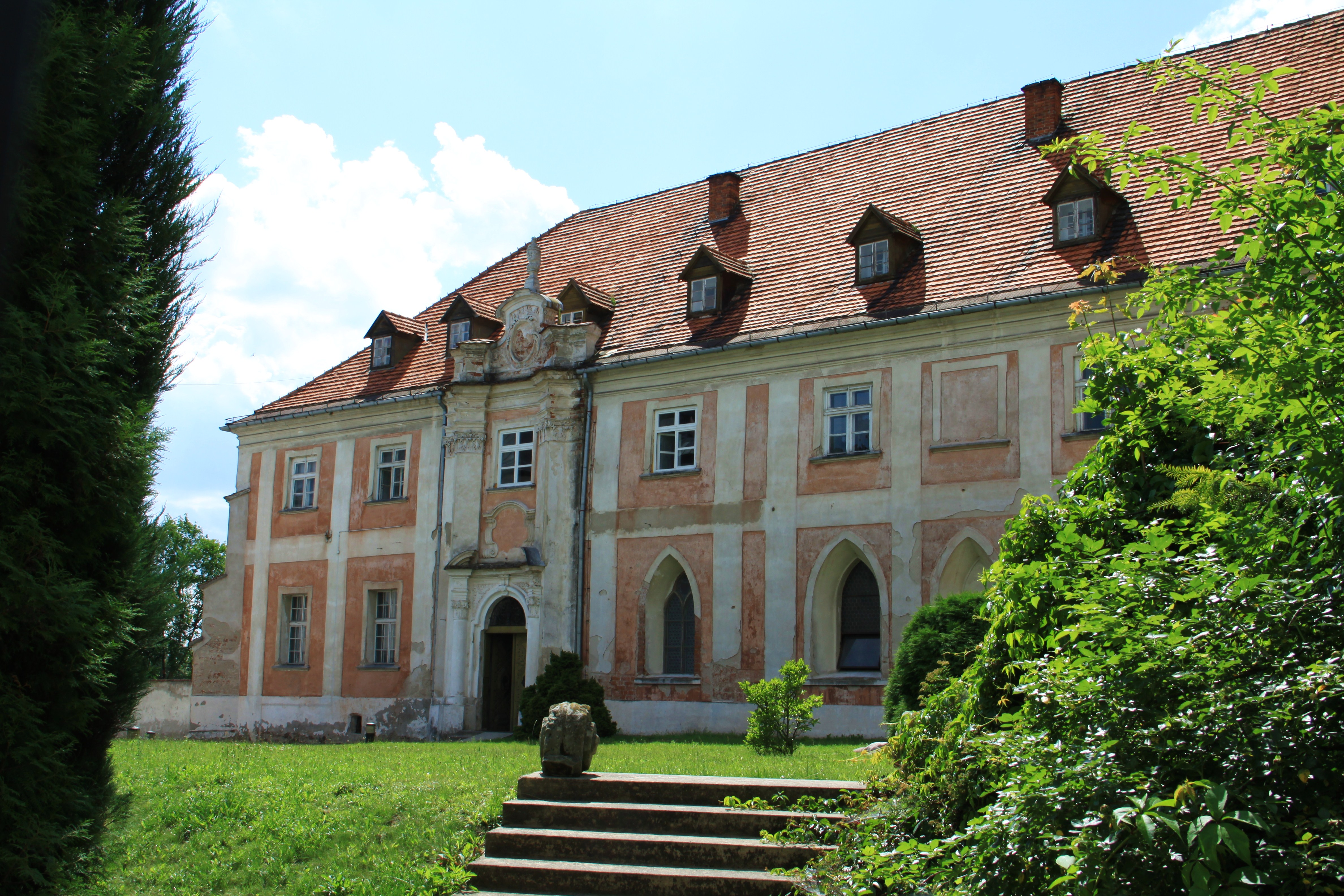
Vue générale des bâtiments.
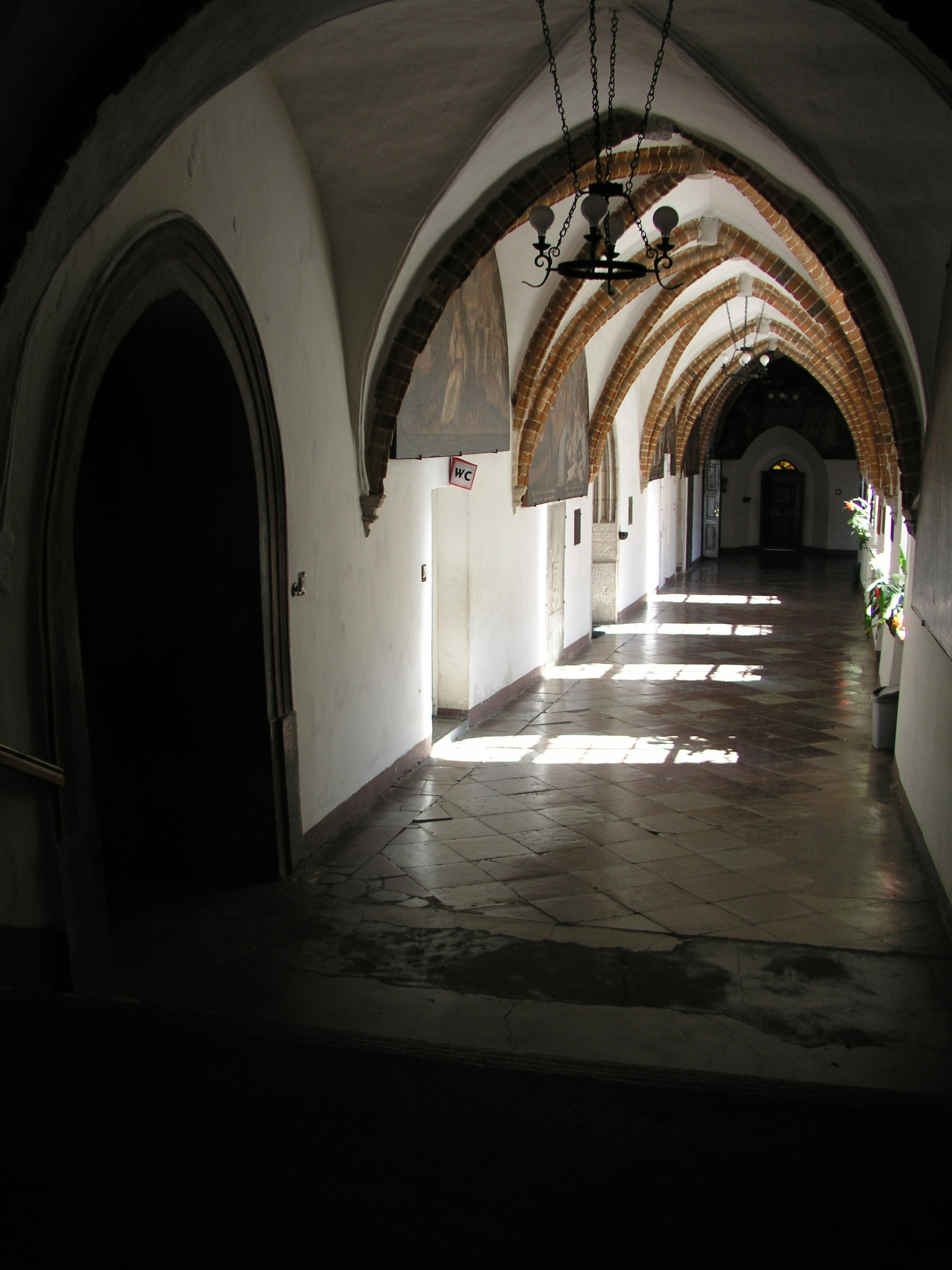
Les voûtes du cloître.